# Forces Armades de la República de la Xina
Les Forces Armades de la República de la Xina abasten l'Exèrcit, l'Armada, la Força Aèria, la Infanteria de Marina, la Força Policial Militar i l'Organització Espacial Nacional de la República de la Xina (Taiwan). Es tracta d'un estament militar, que va representar el 16,8% del pressupost central l'any fiscal de 2003. Era originalment l'Exèrcit Nacional Revolucionari abans de ser rebatejat com les Forces Armades de la República de la Xina en 1947.
Fins a la dècada de 1970, la principal missió dels militars de Taiwan va ser tornar a prendre la Xina continental dels comunistes de la República Popular Xina (RPC) a través del Projecte Gloria Nacional. La missió principal dels militars en curs és la defensa de les illes de Taiwan, Penghu, Kinmen, Matsu en contra d'una possible invasió militar per part de l'Exèrcit Popular d'Alliberament de la República Popular Xina, que és vist com l'amenaça dominant a la República de la Xina en la disputa en curs sobre l'estatus polític de Taiwan.

## Personal
Les forces armades de la República de la Xina tenen un nombre d'aproximadament 300.000 efectius, i les reserves són de 3.870.000 uniformes. El reclutament segueix sent universal per als homes qualificats que aconsegueixen l'edat de 18 anys. La racionalització dels programes en curs des de 1997 són la combinació de la supressió d'institucions redundants i anar reduint progressivament el personal militar a 270.000 en 2012. No obstant això, fins i tot llavors no hi hauria la formació bàsica obligatòria per a tots els homes en complir els 18. Com la grandària de la força disminueix, la República de la Xina té la intenció d'ampliar gradualment el nombre de soldats voluntaris amb l'objectiu final de formar una força de carrera de tot personal voluntari.
El cos d'oficials militars de la República de la Xina és generalment considerat com tècnicament competent, capaç i, en general en perspectiva, pro-nord-americà, mostrant un alt grau de professionalisme. No obstant això, en el seu conjunt, la cultura en el cos d'oficials tendeix a ser molt cautelosa i conservadora. Els militars també s'enfronten a dificultats en el reclutament i la retenció d'oficials subalterns i suboficials, a causa de la competència de salaris amb el sector privat.
A causa de l'herència històrica amb la Xina continental, una vegada controlada, l'exèrcit ha estat tradicionalment la branca més important de les Forces Armades de la República de la Xina, encara que ha disminuït en els últims anys amb la convicció que és limitat el paper de l'exèrcit tradicional en la defensa contra una invasió de la República Popular Xina. Com a resultat, els programes de modernització dels últims anys han resultat en la reorganització de l'exèrcit en unitats més petites amb un ràpid desplegament de tropes mòbils. Per la mateixa raó, es fa més recalcament en el desenvolupament de l'Marina i la Força Aèria, a fi de defensar-se dels atacs en l'Estret de Taiwan, lluny de Taiwan pròpiament dit.

## Organització

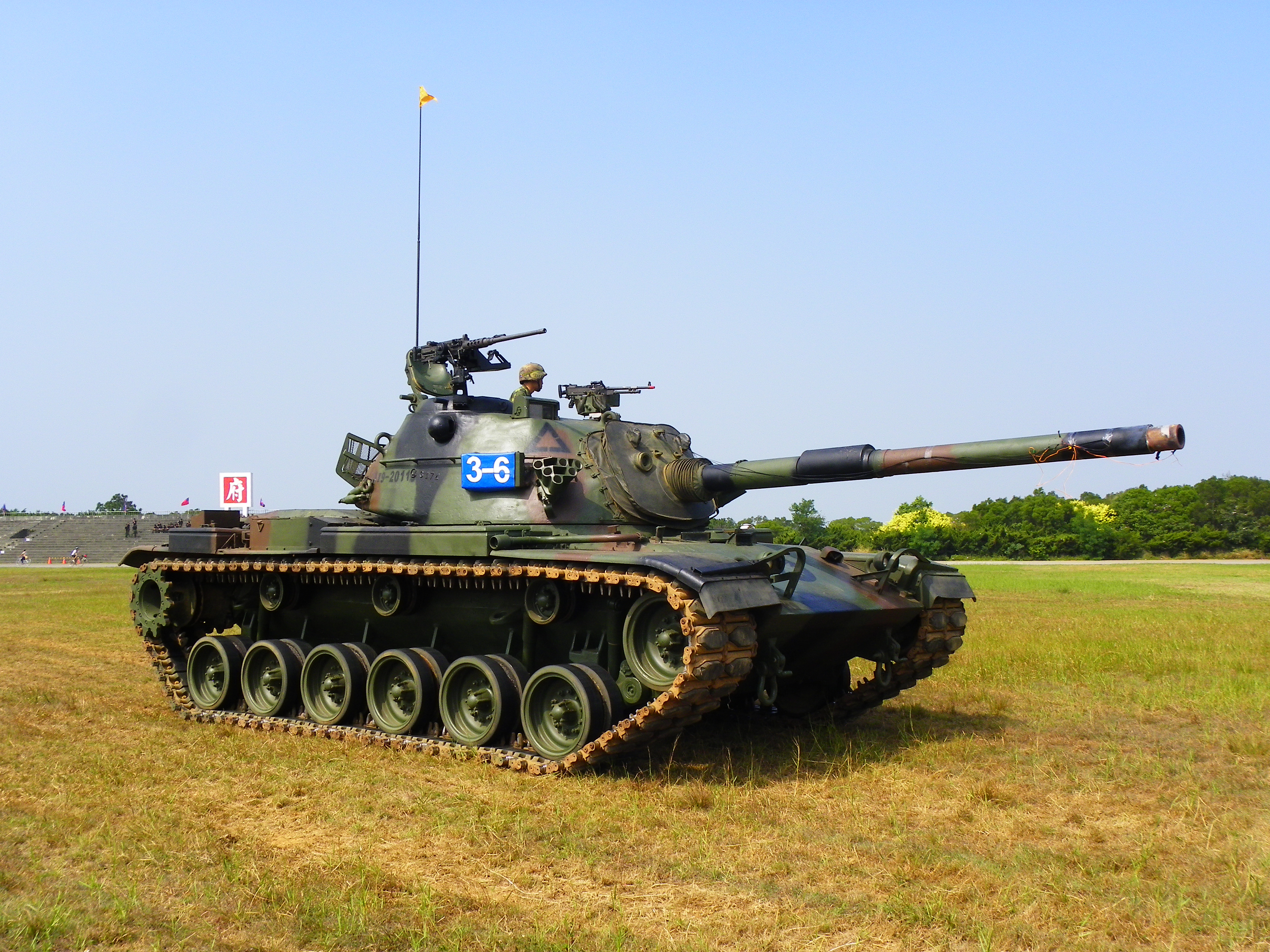
Exèrcit de la República de la Xina

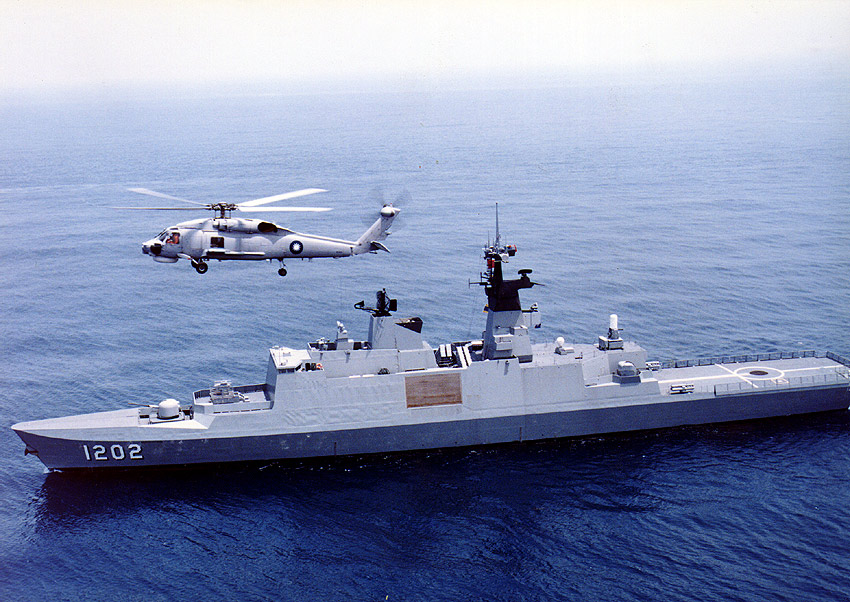
Armada de la República de la Xina

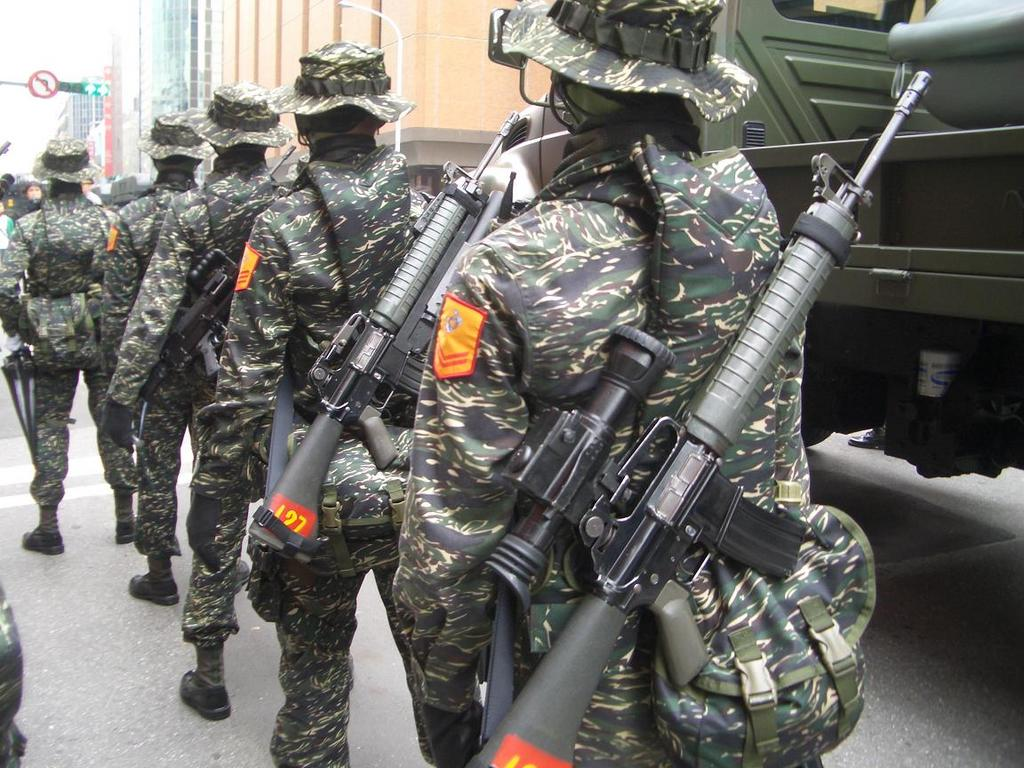
Cos de Marines de la República de la Xina

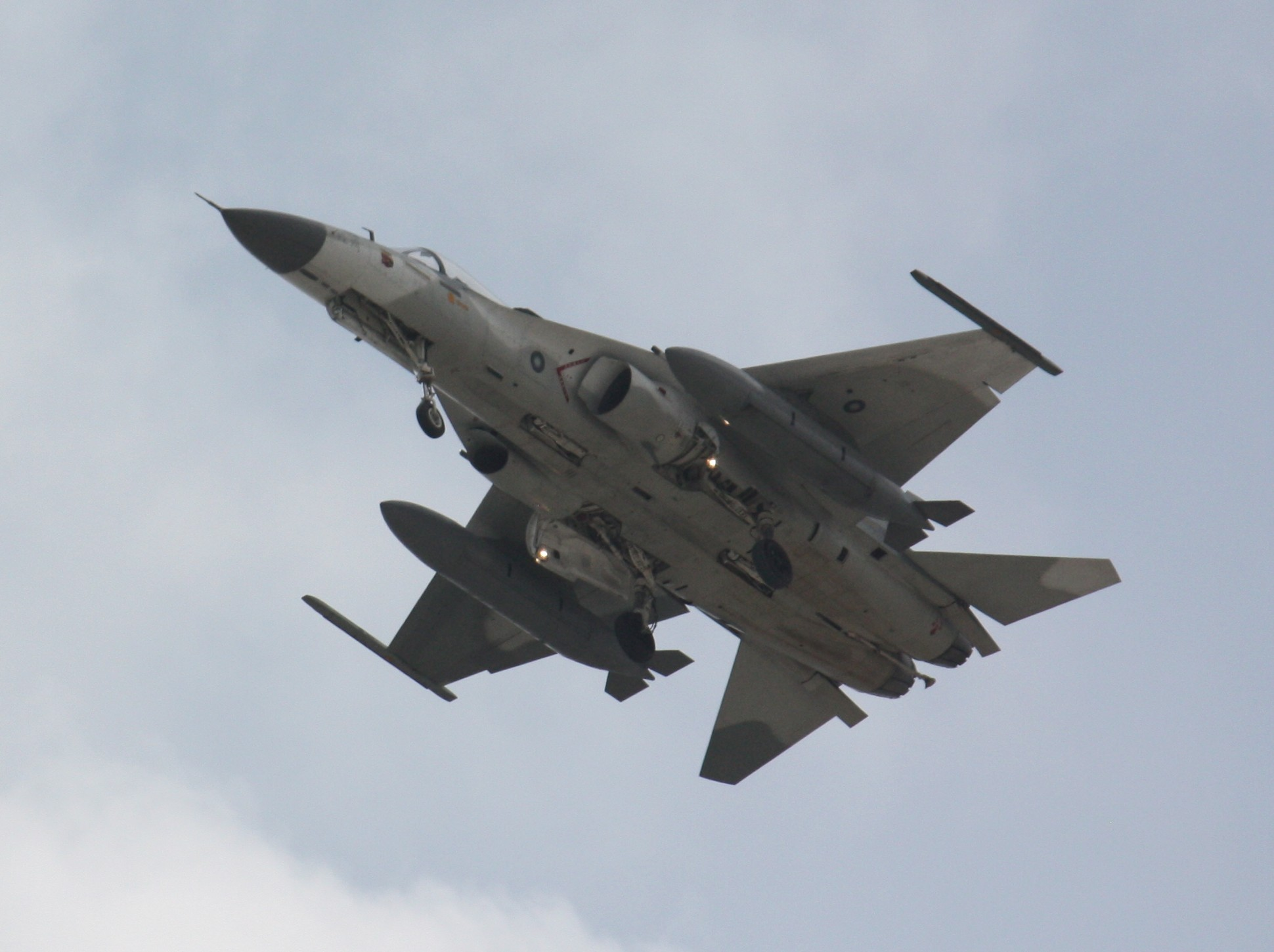
Força Aèria de la República de la Xina

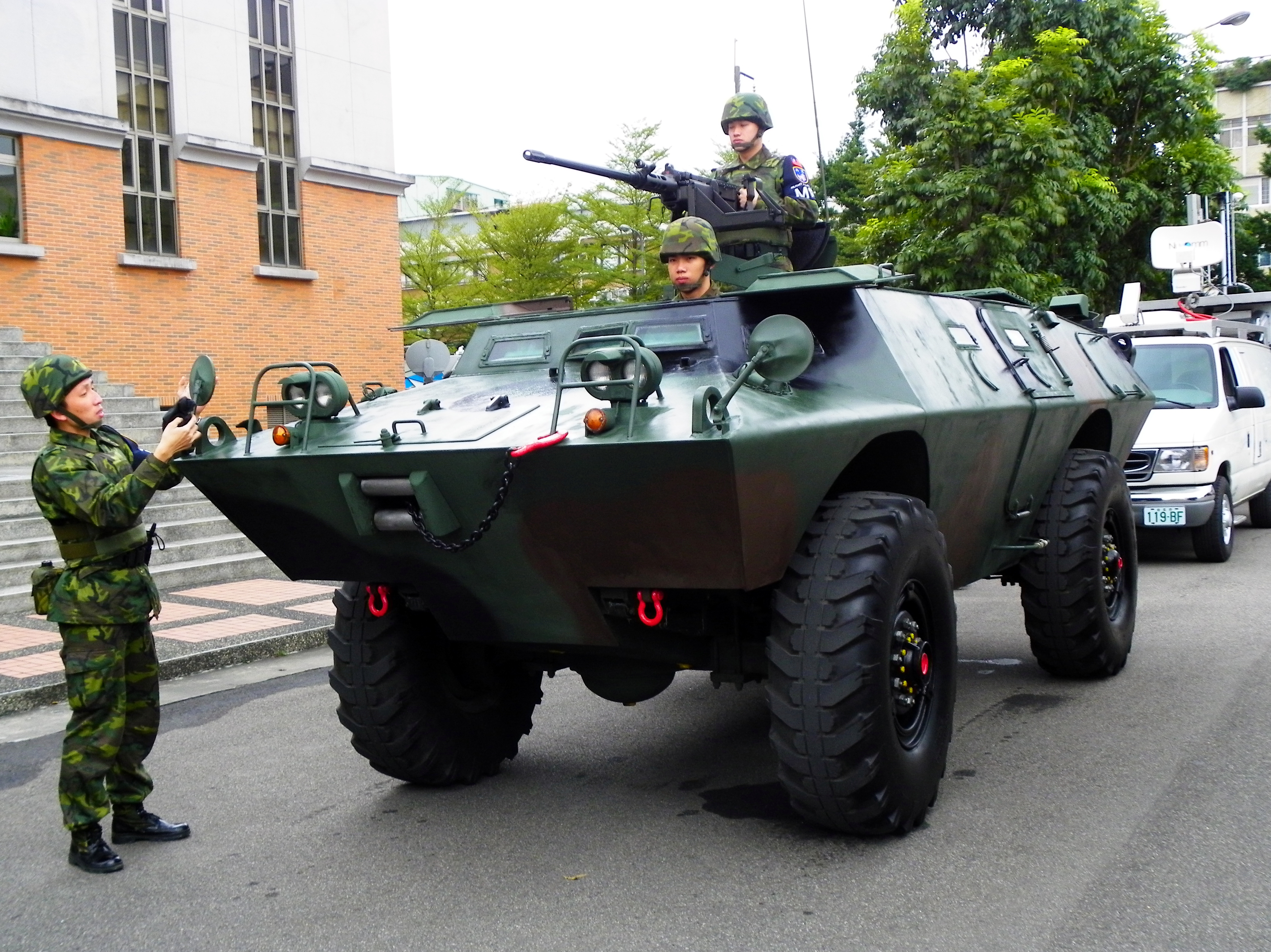
Policia Militar de la República de Chin

### Branques militars i estructura
Els comandos de servei següents són directament subordinats a l'Estat Major General, encapçalats pel Cap de les Forces Armades, que respon al Ministre de Defensa i al President de la República de la Xina:
- Exèrcit de la República de la Xina (ROCA)
- Armada de la República de la Xina (ROCN)
- Cos de Marines de la República de la Xina (ROCMC)
- Força Aèria de la República de la Xina (ROCAF)
- Policia Militar de la República de la Xina (ROCMP)

L'Administració de Guàrdia Costanera va ser creada en 2001 per la policia i unitats militars i és administrada pel Yuan Executiu baix control civil, però pot ser incorporada com una branca militar en condicions d'emergència.

## Compres i desenvolupament d'armes
Les adquisicions en els propers anys posaran l'accent en els equips moderns C4ISR que milloraran enormement les comunicacions i l'intercanvi de dades entre els serveis. Aquestes i altres adquisicions previstes gradualment han de canviar l'èmfasi estratègica de l'illa sobre la participació de les forces de la República Popular Xina en una invasió sobre l'illa. És d'esperar que això serveixi per reduir les baixes civils i danys a la infraestructura en cas de conflicte armat.
Les forces armades de la República de la Xina estan equipades amb armes obtingudes principalment dels Estats Units; són exemples l'adquisició de 150 caces F-16A/B Block-20 MLU, 6 avions de reconeixement I-2 Hawkeye, fragates classe Oliver Hazard Perry, 63 helicòpters d'atac AH-1 Cobra, 39 helicòpters OH-58 Kiowa i 3 bateries antimíssils Patriot PAC-II SAMs.
La República de la Xina també va adquirir dues submarins classe Hai Lung d'Holanda i 60 avions de combat Mirage 2000-5Vaig donar/Ei de França juntament amb altres sis fragates La Fayette franceses. La República de la Xina també compta amb quatre detectors de mines de fabricació alemanya que es van comprar sota la disfressa d'ús civil.
En 2001, els Estats Units van aprovar la venda d'una sèrie de sistemes d'armes, incloent la venda de vuit submarins diésel, 6 bateries Patriot PAC-3 SAMs i 12 avions de patrulla marítima P-3C Orion. Fos dels punts autoritzats, la República de la Xina té actualment quatre destructors Kidd-class, unitats M109A5, dos addicionals I-2C Hawkeye 2000 i nou helicòpters de transport pesat CH-47SD Chinook en servei, i havent-se adquirit 12 P-3C i bateries 3 PAC-3. No és clar quan la resta de l'equip serà subministrat. El lliurament dels submarins diésel, en particular, és dubtós, ja que els Estats Units no fabriquen submarins diésel.
El pressupost militar per 2007 (aprovat 16 de juny) inclou fons per a l'adquisició de 12 avions de patrulla P-3C Orion, 66 caces F-16 C/D Block 52, l'actualització de l'existents bateries PAC-2 un PAC-3 standard i un estudi de viabilitat per a l'adquisició de submarins convencionals potència oferta per la forma als EUA el 2001.
El juliol de 2007 es va informar que l'Exèrcit de la República de la Xina demanaria la compra de 30 helicòpters d'atac AH-64D II Apatxe al pressupost de defensa de 2008. The United Daily News va informar que fins a 90 helicòpters UH-60 Black Hawk també es va ordenar substituir els UH-1Hs en servei actiu.
L'agost, la República de la Xina va demanar 60
míssils AGM-84L Harpoon Block II, 2 unitats de control d'orientació Harpoon, 30 contenidors Harpoon, 30 apèndixs Harpoon aeris d'ampli llançament, 50 kits d'actualització de Harpoon AGM-84G a configuració AGM-84L i altres elements relacionats amb la logística i el suport del programa, el valor total és 125 milions de dòlars. El govern dels Estats Units va indicar que l'aprovació de l'ordre amb notificació al Congrés dels Estats Units de la possible venda.
A mitjan setembre de 2007, el Pentágono va notificar al Congrés nord-americà de la comanda dels P-3C Orion, que va incloure 12 Orion, i tres "avions de recanvi", juntament amb una ordre de 144 míssils SM-2 Block IIIA. El valor total dels 12 P-3C Orion s'estima en al voltant d'1,96 mil milions de dòlars i $272 milions pels 144 míssils SM-2. El contracte va ser adjudicat a Lockheed Martin per renovar els 12 avions P-3C Orion de la República de la Xina el 3 de març de 2009, amb lliuraments a iniciar en el 2012.
A mitjan novembre de 2007, el Pentàgon va notificar al Congrés dels EUA sobre una possible venda per modernitzar les actuals 3 bateries de míssils Patriot a la PAC-3 estàndard. El valor total de l'actualització podria ser tant com 939 milions de dòlars. Fins ara 1 bateria havia acabat l'actualització i enviat de tornada a la República de la Xina, mentre que el contracte per modernitzar la Segona Bateria s'havia anunciat.
El govern dels EUA va anunciar el 3 d'octubre que tenia previst vendre 6.5 mil milions dòlars de dòlars en armes a la República de la Xina posar fi a la congelació de les vendes d'armes a la República de la Xina. Els plans inclouen $ 2,5 bilions de dòlars per valor de 30 helicòpters d'atac AH-64D Block III Apatxe Longbow amb sensors de visió nocturna, radars, 174 Stinger Block I aire-aire i míssils AGM 1000-114L míssils Hellfire. A més s'inclou la venda de míssils PAC-3 (330), 4 bateries de míssils, equips de radar, les estacions de terra i un altre equip valorat en $ 3,1 mil milions. 4 I-2T actualització avions I-2C Hawkeye de 2000 també s'inclourà un valor de fins a $ 250 milions. 200 milions de dòlars de sub va llançar míssils Harpoon Block II (32) també estarà disponible per a la venda, per valor de 334 milions dòlars de recanvis d'aeronaus diferents i 182 míssils Javelin, amb 20 llançadors de comandos Javelin.
No obstant això, no va incloure en la venda d'armes eren els nous caces F-16 C / D, l'estudi de viabilitat per a submarins diésel-elèctrics o helicòpters UH-60, Falcó Negre. La Casa Blanca ha rebutjat vendre 66 caces F-16C/D atès que el Comando del Pacífic dels Estats Units no ha vist la necessitat de vendre armes avançades a la República de la Xina.
L'exèrcit també ha destacat la "autosuficiència", militar, la qual cosa ha portat al creixement de la producció militar indígena, la producció d'articles com el ROC's Caça de Defensa Autòcton, the RT-2000 M270 MLRS, CM-32 Yunpao, el Sky Bow I i Sky Bow II SAMs i la sèrie Hsiung Feng II de míssils antibuque. Els esforços de la República de la Xina per comprar armament han rebut oposició constant per part de la República Popular Xina. La República Popular Xina també ha tractat constantment de bloquejar la cooperació entre els militars de la República de la Xina i els d'altres països.
1/29/2010, el govern dels EUA va anunciar 5 notificacions Congrés dels EUA per a la venda d'armes a la República de la Xina, 2 de caçadors de mines classe Osprey per 105 milions de dòlars, 25 Link 16 terminals dels bucs per 340 milions, 10 bucs i 2 d'aire va llançar Arpón L / II de 37 milions, 60 UH-60M i altres coses relacionades per 3,1 mil milions, 3 bateries PAC-3 amb 26 llançadors i 114 míssils PAC-3 de 2,81 mil milions de dòlars.. Total 6.392 Billion USD.

## Reformes i desenvolupament

### El control civil dels militars
Les actuals forces militars de la RDC s'inspiren en els sistemes militars occidentals, la majoria dels militars dels EUA. Internament, té un poder molt fort la guerra política o de servei que bé controla i supervisa tots els nivells dels militars República de la Xina, i es reporta directament a la caserna general dels militars de la República de la Xina, i si cal, directament al President de la República de la Xina. Es tracta d'una transferència des de l'època pre-1949, que el KMT i el seu exèrcit van ser penetrats per agents comunistes en diverses ocasions i conduir a les unitats de primera línia de desertar a la Xina comunista. Per reforçar el seu control sobre les forces armades i evitar la deserció massiva després es va retirar a Taiwan en 1949, CKS i CCK empleats estricte control militar, mitjançant la instal·lació dels funcionaris polítics i els comissionats fins al nivell de l'empresa, a fi de garantir la correcció política en l'exèrcit i la lleialtat República de la Xina cap al lideratge. Això va donar als funcionaris polítics / comissionats una gran quantitat d'energia, la qual cosa els permet anul·lar al comandant de la unitat i fer-se càrrec d'ella. Només en els últims anys el departament de guerra va reduir el seu poder polític dins dels militars, a causa de les retallades.
Dues lleis de reforma de la defensa en pràctica en 2002 va concedir el ministre de Defensa civil control per a tot el període militar i major autoritat de supervisió legislativa per primera vegada en la història. En el passat les forces armades de la República de la Xina estaven estretament relacionades i controlades pel Kuomintang (Partit Nacionalista). Arran de la democratització de la dècada de 1990 els militars s'han desplaçat a una posició políticament neutral, encara que els oficials d'alt rang segueixen sent dominats pels membres del KMT.

### Doctrina i exercicis

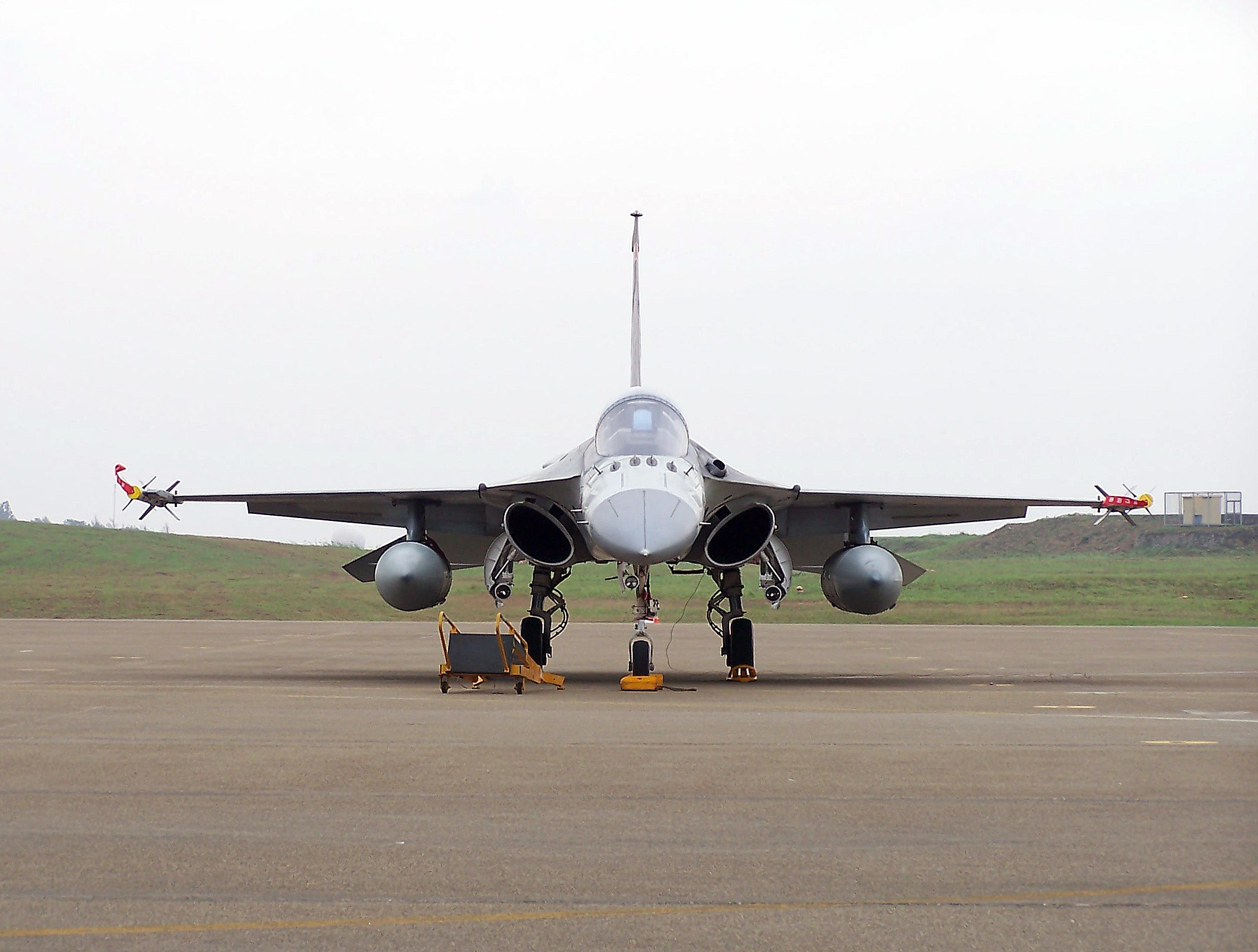
ROCAF AIDC F-CK-1 Ching-kuo

L'objectiu principal de les Forces Armades de la República de la Xina és proporcionar un element de dissuasió creïble contra accions hostils mitjançant l'establiment d'eficaces capacitats de defensa i contraatac. Si les hostilitats es produeixen, els actuals centres de la doctrina de la República de la Xina militars en el principi de "participació en alta mar", on l'objectiu principal de les forces armades en qualsevol conflicte amb la República Popular Xina seria mantenir la major quantitat de combats fora de Taiwan adequat per al major temps possible per minimitzar els danys a la infraestructura i les víctimes civils. L'exèrcit també ha començat a prendre l'amenaça d'un atac sobtat "descabezamiento" de la República Popular Xina de debò. En conseqüència, aquests esdeveniments han vist una creixent èmfasi en el paper de l'Armada i la Força Aèria (on l'exèrcit havia dominat tradicionalment), així com el desenvolupament de les forces de reacció ràpida i la ràpida mobilització de forces de reserva local.
Anualment, els militars de la República de la Xina realitzen plenament exercicis anomenats "Han Kuang", que de vegades poden incloure totes les branques de les forces armades a participar en un o dos exercicis específics, que mostren els mitjans de comunicació taiwanesos les diverses armes que han adquirit i donar presentacions especials de l'exèrcit, Armada i Força Aèria. "Han Kuang" exercicis se celebren a Taiwan, principalment a les principals àrees d'invasió s'esperava. En 2007 va haver-hi un exercici de simulació d'un contraatac de l'exèrcit contra les forces del EPL que han capturat Taichung Port. Un exercici de simulació de la força aèria que les bases aèries a Taiwan han estat destruïdes i estan obligats a utilitzar una autopista com una pista d'aterratge. ROCN (Armada) exercici en el qual una força d'invasió es dirigeix cap a Taiwan, destructors, fragates i vaixells d'atac són cridats a disparar míssils i atacs contra blancs maniquí.
Una sèrie de simulacions per ordinador realitzades pel Ministeri de Defensa Nacional de la República de la Xina en el 2004 va predir que, en el cas d'una invasió a gran escala per la República Popular Xina, Taipei prendria més de tres setmanes en la tardor. També va demostrar que la Força Aèria de la República de la Xina seria eliminat per dia sobre la cinquena. No obstant això, els resultats de les simulacions indiquen que la República Popular Xina podria perdre prop de dos terços de totes les seves forces militars en el procés. Els resultats de la simulació són objecte d'acalorats debats, ja que es va produir en un moment en què el Yuan Legislatiu estava debatent un dels majors paquets d'adquisició d'armes en els últims anys.[cita  Però, per descomptat, la veritable raó del fracàs de la Força Aèria i Armada de la República de la Xina en el cinquè dia de l'exercici es deu a l'exercici era de només 5 dies de durada en la setmana de treball, que es va fixar l'exercici d'aquesta manera i requereix la República de la Xina la Força Aèria i Armada de la República de Xinesa unitats haver desaparegut en la segona meitat de l'exercici, o la força d'invasió del EPL no seria capaç de ser posada en joc, i les unitats de l'Exèrcit de la República de la Xina i els generals que gens tenen a veure en absolut en el 5 llargs dies d'exercici de simulació per ordinador.

## Cooperació exterior

### Japó
Mentre que alguns informes han indicat la presència de personal retirat de les Forces d'Autodefensa del Japó (JSDF) com a assessors[cita , no existeix una cooperació oficial entre la República de la Xina i militar de les Forces d'Autodefensa. Es creu que qualsevol intervenció japonesa en una creu dels conflictes Estret seria molt depèn de la resposta dels EUA, a causa de les forces nord-americanes més properes a la regió es basa en el Japó i la Tractat de Cooperació Mútua i Seguretat entre els Estats Units i Japó.

### Singapur
A partir de 1975, Singapur, ha enviat unitats del seu exèrcit per entrenar a Taiwan a causa de la falta d'espai a la ciutat-Estat en el marc del programa de formació Starlight(星光計畫). L'entrenament de les forces de Singapur a Taiwan eren aproximadament 3000 a partir de 2005. A partir de 2008, Singapur és l'únic país estranger a mantenir bases militars permanents a Taiwan.
Singapur és una illa envoltada pels països més grans va trobar similitud amb Taiwan, la qual cosa podria haver contribuït a la seva idoneïtat com un camp d'entrenament. Tanmateix, això va esdevenir un punt de conflicte entre Singapur i Pequín.
Pequín va exigir la retirada de les tropes i es va oferir a proporcionar un altre camp d'entrenament a l'illa de Hainan. Singapur va rebutjar l'oferta, que ha declarat que retiraria les seves forces i no prendre part en qualsevol confrontació.

### Estats Units
La col·laboració entre els militars de la República de la Xina i els EUA van començar durant la Segona Guerra Mundial, quan ambdues nacions són membres de l'forces aliades, i va continuar a través de la Guerra Civil Xina quan les forces de la República de la Xina van ser subministrats principalment pels EUA fins a l'evacuació final de les forces de la República de la Xina a Taiwan en 1949. Inicialment els EUA espera que el govern de la República de la Xina a caure i va retirar el seu suport fins a l'esclat de la Guerra de Corea, quan la 7a Flota dels EUA es va ordenar a la de l'Estret de Taiwan, tant per protegir a Taiwan d'un atac de la República Popular Xina, i detenir les accions contra la República de la Xina. Un pacte formal de seguretat entre la República de la Xina i els EUA va ser signat en 1954 estableix una aliança formal que va durar fins al reconeixement pels EUA de la República Popular Xina en 1979. Durant aquest període, els assessors militars dels EUA van ser desplegats en la República de la Xina i exercicis conjunts eren comuns. El United States Taiwan Defense Command es va establir en les Filipines per al reforç de l'espai aeri de Taiwan. Els EUA i la República de la Xina també van col·laborar en les operacions de la intel·ligència humana i electrònica dirigida contra la República Popular Xina. Unitats de la República de la Xina també va participar en la Guerra de Corea i la Guerra de Vietnam en les capacitats de combat, principalment a causa de la insistència dels Estats Units que s'ocupa que els rols d'alt perfil per a les forces de la República de la Xina en aquests conflictes portaria a plena intervenció a gran escala de la República Popular Xina.
La cooperació d'alt nivell va concloure amb el reconeixement dels EUA de la República Popular Xina en 1979, quan es van retirar totes les forces dels EUA a Taiwan. Els EUA va continuar subministrant la República de la Xina amb la venda d'armes pel Taiwan Relations Act, encara que en un paper menys important. Mentre que els pilots ROCAF va continuar entrenant en Luke AFB a Arizona, la cooperació és encara limitada principalment a contractistes civils.
En els últims anys, els militars de la República de la Xina han començat de nou la cooperació d'alt nivell amb l'Exèrcit dels EUA després de més de dues dècades de relatiu aïllament. Els oficials superiors del Comando del Pacífic dels Estats Units també van millorar la seva posició d'enllaç militar en Taipéi des d'una posició de poder dels oficials retirats contractats en virtut d'un contracte a un en poder d'un oficial en servei actiu del mateix any. Els EUA manté el seu compromís de protegir a Taiwan d'un atac, encara que no se si la República de la Xina van ser a declarar la independència formal primer - Washington ha declarat que no va a tornar com una declaració de suport militar.

## Desfilades militars
La República de la Xina va celebrar la seva primera parada militar el 10 d'octubre de 2007 per a les celebracions del Dia Nacional des de 1991. Anteriorment no es van dur a terme desfilades quan el govern va tractar d'alleujar la tensió entre la República de la Xina i la República Popular Xina i tractar de promoure la pau, no obstant això des de llavors l'equilibri militar va començar a favor de Pequín, el govern de la República de la Xina ha estat sota pressió per dissuadir a la Xina comunista. La desfilada militar va ser dissenyat per actuar com un disuasivo per Beijing.
La desfilada va donar a conèixer els míssils anti-bucs supersònics Hsiung Feng III, míssils superfície-aire Sky Bow III i alguns UAVs Chung Shyang II exclusius de la RC. No obstant això, l'esperada estrena dels míssils terra-terra Hsiung Feng IIE, que podrien atacar Xangai no es van donar a conèixer, ja que el ministre de Defensa va declarar que encara estava en fase de desenvolupament. Aviació militar incloent els F-16 A/Bs i F-5s de fabricació nord-americana, Mirage 2000-5 de fabricació francesa i caces de defensa autòctons de producció pròpia van volar en formació sobre l'àrea de la desfilada. Helicòpters de fabricació nord-americana AH-1W Super Cobres, CH-47 Chinooks, UH-1, S-70C i I-2 Hawkeye versió "K", i també els avions S-2 Tracker i C-130 Hercules van passar en vol. Llavors els cadets van ocupar la zona principal i van marxar en diferents formacions realitzant piruetes amb els seus fusells. A continuació uns cinquanta membres de la Policia Militar conduïen les seves motos Harley-Davidson. Van desfilar els nous transports blindats de personal CM-32, vehicles d'assalt amfibi AAVP7, els HUMVEE equipats amb míssils anti-carro de segona generació BGM-71 TOW i FGM-148 Javelin, vehicles de míssils terra-aire Avengers, vehicles de míssils terra-aire M48 Garriga equipats amb míssils Sky Sword I i altres vehicles variats. Es van mostrar llançadors de míssils Sky Bow I, Sky Bow II i Sky Bow III, míssils PATRIOT i Hsiung Feng II & Hsiung Feng III. Mentrestant, els infants de marina de Taiwan, les forces especials de l'exèrcit i unitats de lluita contra el terrorisme muntaven en els vehicles amb armament nou com el fusell T-91 de fabricació pròpia, M4A1 personalitzats i M16 amb accessoris i els recentment adquirits MP5.

## Graus militars
L'estructura dels graus militars, segueix el model de les Forces Armades dels Estats Units. Tingui's en compte que els títols de cada rang són els mateixos en xinès per a les quatre branques militars. S'adjunten així mateix els rangs corresponents en anglès.
| Chinese title | Exèrcit / Infanteria de Marina / PM | Armada            | Força Aèria    |
| ------------- | ----------------------------------- | ----------------- | -------------- |
| 一級/二級上將 | General                             | Almirall          | General        |
| 中將          | Tinent General                      | Vicealmirall      | Tinent General |
| 少將          | General de Divisió                  | Contralmirante    | Major General  |
| 上校          | Coronel                             | Capità            | Coronel        |
| 中校          | Tinent Coronel                      | Comandant         | Tinent Coronel |
| 少校          | Major                               | Capità de Corbeta | Major          |
| 上尉          | Capità                              | Tinent            | Capità         |
| 中尉          | 1 a Tinent                          | Tinent de Fragata | 1 a Tinent     |
| 少尉          | 2 º Tinent                          | Alferes           | 2 º Tinent     |

| Chinese title | Army / Marines / MP       | Navy                       | Air Force                 |
| ------------- | ------------------------- | -------------------------- | ------------------------- |
| 一等士官長    | Sergent Major             | Master Chief Petty Officer | Chief Master Sergeant     |
| 二等士官長    | Sergeant Master           | Sènior Chief Petty Officer | Sènior Master Sergeant    |
| 三等士官長    | Sergent de Primera Classe | Chief Petty Officer        | Master Sergeant           |
| 上士          | Staff Sergeant            | Petty Officer 1st Class    | Technical Sergeant        |
| 中士          | Sergeant                  | Petty Officer 2nd Class    | Staff Sergeant            |
| 下士          | Cap                       | Petty Officer 3rd Class    | Sènior Airman             |
| 上等兵        | Soldat de Primera Classe  | Seaman First Class         | Aviador de primera classe |
| 一等兵        | Private                   | mariner                    | Aviador                   |
| 二等兵        | Private Basic             | Seaman Apprentice          | Airman Basic              |

## Principals desplegaments, conflictes i incidents

### 1912–1949
- Expedició del Nord: 1926–1928

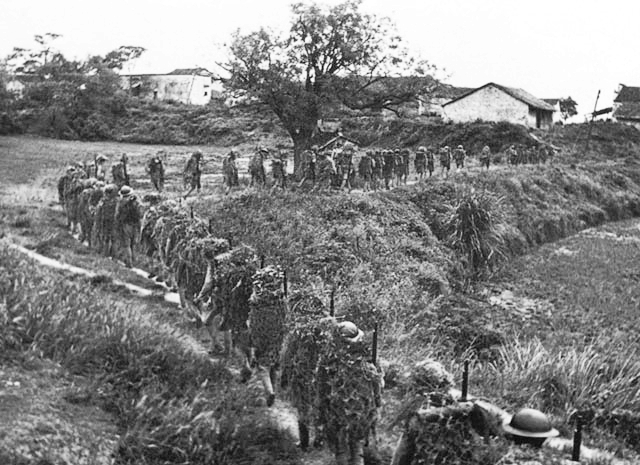
Soldats de la RC marxant cap a la línia del front en 1939

- Guerra de les Planicies Centrals: Maig 1930 – 4 novembre 1930
- Primera Insurrecció Comunista/Purga: 1927–1937
  - Regirada de Nanchang: 1927
  - Alçament de la Collita de Tardor: 1927
  - Incident de Xi'an: 12 desembre, 1936
- Segona guerra sinó-japonesa/Segona Guerra Mundial: 1937–1945
  - Incident del pont de Marco Polo: 7 de juliol, 1937
  - Batalla de Shanghái: 13 d'agost - 9 de novembre, 1937
  - Batalla de Nanquín: Octubre-desembre, 1937
  - Batalla de Taierzhuang: 24 de març - 7 d'abril, 1938
  - Primera Batalla de Changsha: 17 de setembre – 6 d'octubre, 1939
  - Segona Batalla de Changsha: 6 de setembre – 8 d'octubre, 1941
  - Tercera Batalla de Changsha: 24 de desembre de 1941 – 15 de gener de 1942
  - Operació Chungking: 1942–1943
  - Batalla de Changsha (1944): Juny 1944 – abril 1945
- Guerra Civil Xina: 1946–1950
  - Nou Incident del Quart Exèrcit: 1940
- Incident del 28 de febrer: 28 de febrer - març 1947

### 1949–Present
- Batalla de Kuningtou]: 25 octubre-28 octubre 1949
- Batalla de l'Illa Dengbu: 3 a 5 novembre 1949
- Operació de desembarcament a l'Illa Hainan: 5 de març - 1 de maig 1950
- Primera Batalla de l'Illa Dadan: 26 de juliol 1950
- Guerra de Corea: 1950-1953, les incursions transfrontereres en el sud-oest de la Xina des de Birmània. [cita [cal citació]
- Batalla de l'Illa Nanri: 11 a 15 abril 1952
- Campaña de l'Illa Dongshan: 15 de juliol 1953
- Primera Crisi de l'Estret de Taiwan: agost 1954 fins a maig 1955
  - Batalla de Yijiangshan: 18 de gener 1955
  - Evacuació de les Illes Dachen: 7 a 11 febrer de 1955
- Segona Crisi de l'Estret de Taiwan: 23 d'agost - principis d'octubre 1958
  - Segona Batalla de l'Illa Dadan: 26 d'agost 1958
- Guerra de Vietnam: 1960, desplegament de petits grups de tropes de la República de la Xina disfressats de vilatans, transport, i assistència tècnica. No es publicità per evitar la participació de la República Popular Xina.[25]
- Batalla de Dong-Yin: 1 de maig 1965
- Batalla de Wuchow: 13 a 14 novembre, 1965
- Guerra Civil del Iemen: 1979 a 1985: els pilots de més de 80 F-5I, més personal de terra enviat al Iemen del Nord per reforçar la seva defensa aèria, en suport dels EUA[28]
- Tercera Crisi de l'Estret de Taiwan: 21 de juliol de 1995 – 23 de març de 1996
- Ajuda humanitària al tsunami del sud-est asiàtic: Gener 2005

## Programa d'armes nuclears
El desenvolupament de les armes nuclears de la República de la Xina ha estat un tema polèmic, ja que ha estat citat per la República Popular Xina com una raó per atacar a Taiwan. Els EUA, amb l'esperança d'evitar l'escalada de les tensions en l'Estret de Taiwan, no ha permès armar-se amb armes nuclears a la República de la Xina. En conseqüència i encara que no és membre de Nacions Unides la República de la Xina s'adhereix als principis del Tractat de No Proliferació Nuclear i ha declarat que no té intenció de produir armes nuclears. La recerca nuclear en el passat per la República de la Xina la situen en el "llindar" d'estat nuclear.
En 1967, es va iniciar un programa d'armes nuclears sota els auspicis de l'Institut de Recerca d'Energia Nuclear (INER) en el Chungshan Institute of Science and Technology. La República de la Xina va ser capaç d'adquirir tecnologia nuclear des de l'estranger (incloent un reactor de recerca del Canadà i plutoni de baix grau dels Estats Units), presumptament per a un programa d'energia civil, però en realitat per desenvolupar combustible per a armes nuclears.
Després que l'Organisme Internacional d'Energia Atòmica va trobar evidències dels esforços de la República de la Xina per produir plutoni en puresa apta per a armes, Taipei va acordar al setembre de 1976 sota pressió dels EUA desmantellar el seu programa d'armes nuclears. Encara que el reactor nuclear va ser tancat i el plutoni en la seva majoria es va retornar als EUA, va continuar treballant en secret.
Es va descobrir un programa secret quan el coronel Chang Hsien-yi, sotsdirector de recerca nuclear en el INER, que treballava en secret per a la CIA va desertar els EUA al desembre de 1987 i va aportar documents incriminatorios. El general Hau Pei-tsun va afirmar que els científics de Taiwan ja havien produït una reacció nuclear controlada. Sota pressió dels EUA, es va detenir el programa.
Durant la Crisi de l'Estret de Taiwan de 1995-1996 el llavors president de la República de la Xina Lee Teng-hui va proposar reactivar el programa, però va ser obligat a recular a causa de forts crítiques.